# Dani Rodrik
Dani Rodrik (Istanbul, 14 agosto 1957) è un economista turco, professore di Economia politica Internazionale alla John F. Kennedy School of Government presso l'Università Harvard negli Stati Uniti. In precedenza è stato professore di scienze sociali presso l'Institute for Advanced Study di Princeton, New Jersey.
Assieme al premio Nobel per l'economia Douglas North, ha espresso nelle sue opere la necessità di una "riscoperta delle istituzioni" e ha discusso sulla difficoltà di portare a compimento riforme necessarie alla maggioranza della popolazione. Ha pubblicato ampiamente nei settori dell'economia internazionale, dello sviluppo economico e dell'economia politica. La questione di cosa costituisca una buona politica economica e perché alcuni governi abbiano più successo di altri nell'adottarla è al centro della sua ricerca. Le sue opere includono Economics Rules: The Right and Wrongs of the Dismal Science e The Globalization Paradox: Democracy and the Future of the World Economy. È anche co-redattore capo della rivista accademica Global Policy.
È uno dei principali oppositori accademici delle tesi che fanno del libero scambio il fattore obbligatorio ed essenziale della crescita.

## Biografia
Rodrik discende da una famiglia di ebrei sefarditi. Dopo essersi diplomato al Robert College di Istanbul, ha conseguito una laurea (summa cum laude) in Governo ed Economia presso l'Harvard College nel 1979. Ha poi conseguito un M.P.A. (con lode) presso la Princeton School of Public and International Affairs nel 1981 e un dottorato di ricerca in Economia presso l'Università di Princeton nel 1985, con una tesi intitolata "Studi sulla teoria del benessere del commercio e della politica dei tassi di cambio".
Aveva anche scritto per l'ormai defunto quotidiano turco Radikal dal 2009 al 2016.
Nel 2011 è entrato a far parte della neonata World Economics Association come membro del comitato esecutivo.
Come studioso, è affiliato al National Bureau of Economic Research, al Centre for Economic Policy Research (Londra), al Center for Global Development, all'Institute for International Economics e al Council on Foreign Relations, ed è co-editore della Review of Economics and Statistics. Ha ricevuto sovvenzioni per la ricerca dalla Carnegie Corporation, dalla Ford Foundation e dalla Rockefeller Foundation.
Rodrik è il primo firmatario della Dichiarazione di Berlino del 2007 in occasione del 50º anniversario della firma del trattato di Roma.
L'8 novembre 2019 ha ottenuto un dottorato honoris causa dall'Università Erasmus di Rotterdam.
Il 21 gennaio 2020 Papa Francesco lo ha nominato membro della Pontificia Accademia delle Scienze Sociali.

## La ricerca
Rodrik è un critico di un'eccessiva enfasi sulla politica di libero scambio nel corso dello sviluppo economico. Mentre l'orientamento esterno è generalmente associato a una crescita più elevata, le ricette standard della politica di sviluppo per la liberalizzazione degli scambi non sono garanzia di successo e ostacolano strategie di crescita più efficaci. Nel suo libro Il paradosso della globalizzazione, ha avanzato la tesi che il libero scambio, la democrazia e lo stato-nazione sono incompatibili l'uno con l'altro: si deve decidere contro uno dei tre. 
Ha invocato la restrizione del libero scambio perché la democrazia è un bene superiore e un governo mondiale è utopico. Rodrik vede la globalizzazione come un eccesso in alcuni settori: la chiama "iper-globalizzazione", in cui, secondo il presidente della DIW Marcel Fratzscher nel marzo 2018 in un articolo per SPIEGEL Online, "le regole del sistema commerciale mondiale non solo sono state liberalizzate, ma soprattutto cambiate a favore di alcuni gruppi di interesse, come le multinazionali".

## Vita privata
È sposato con Pınar Doğan, docente di Politiche Pubbliche presso la Harvard Kennedy School. 
È la figlia del generale turco in pensione Çetin Doğan.

### Il generale suocero
Nel 2010, documenti segreti sono apparsi su un giornale turco: piani dettagliati per un colpo di stato militare per destabilizzare e rovesciare il governo in una serie di attacchi. Il capo del complotto doveva essere il generale in pensione Çetin Doğan, suocero di Rodrik.
Rodrik è coinvolto in dibattiti pubblici nel suo paese d'origine. Ad esempio, è stato più volte critico nei confronti del processo Ergenekon, in cui è stato accusato, tra gli altri, suo suocero Çetin Doğan. Rodrik e sua moglie Pinar hanno fatto ricerche per anni a partire dal gennaio 2010 per dimostrare l'innocenza di Çetin Doğan, facendosi anche molti nemici con le loro ricerche sulle oscure macchinazioni dell'apparato statale turco; a volte le autorità turche li hanno indagati con l'accusa di terrorismo. Çetin Doğan è stato poi assolto per il suo presunto coinvolgimento nel piano del colpo di stato Sledgehammer.
Dopo il tentativo di colpo di stato in Turchia del 15 e 16 luglio 2016, Rodrik ha incolpato il movimento Gülen per il tentato colpo di stato. Ha sostenuto che il successo della cospirazione militare avrebbe ulteriormente peggiorato le prospettive per la democrazia turca, ma che la Turchia non era stata una vera democrazia per molto tempo. Il colpo di stato ha aperto la porta per limitare ancora di più i diritti civili e abolire lo stato di diritto.

## Premi e riconoscimenti
- 2002 Premio de Leontief, l'avanzamento delle frontiere del pensiero economico.